# Újezd nade Mží
Újezd nade Mží é uma comuna checa localizada na região de Plzeň, distrito de Plzeň-sever.